# Житниковка (Решетиловский район)
Житниковка (укр. Житниківка) — село,
Песчанский сельский совет,
Решетиловский район,
Полтавская область,
Украина.
Село ликвидировано в 1988 году.
Найденана Трехверстовка Полтавской области. Военно-топографическая карта.1869 года как хутор

## Географическое положение
Село Житниковка находится между реками Говтва и Ольховатая Говтва (~4 км),
на расстоянии в 2 км от села Песчаное.
Рядом проходит автомобильная дорога Т-1721.

## История
- 1988 — село ликвидировано[1].